# سپیده فرهان
سپیده فرهان (فرح‌آبادی) (۱۳۷۰ – خرداد ۱۴۰۲) فعال مدنی و زندانی سیاسی اهل ایران بود. او به‌دلیل شرکت در اعتراضات دی ۱۳۹۶ ایران توسط قوه قضائیه جمهوری اسلامی ایران به حبس محکوم شده‌بود.

## فعالیت‌ها و بازداشت
سپیده فرهان در تاریخ ۹ دی ۱۳۹۶، در جریان اعتراضات مقابل دانشگاه تهران، توسط مأموران امنیتی مورد ضرب و شتم شدید قرار گرفت. سه روز بعد در تاریخ ۱۲ دی، به‌علت حضور در اعتراضات خیابانی به همراه چند نفر از دوستانش بازداشت می‌شود. پس از بازداشت، آنها را به بازداشتگاه دفتر پیگیری که یکی از ساختمان‌های معروف وزارت اطلاعات در چهارراه ولی‌عصر تهران است منتقل می‌کنند. در تاریخ ۲۸ بهمن ۱۳۹۶ سپیده فرهان، با قرار وثیقهٔ ۲۵۰ میلیون تومانی به صورت موقت و تا پایان مراحل دادرسی از زندان اوین آزاد شد.

### حکم و حبس
سپیده فرهان که توسط شعبه ۲۶ دادگاه انقلاب تهران به ریاست قاضی احمدزاده به‌اتهام «اخلال در نظم عمومی از طریق شرکت در تجمعات غیرقانونی» و «اجتماع و تبانی به قصد ارتکاب علیه امنیت کشور» به شش سال زندان و ۷۴ ضربه شلاق محکوم شد. او روز چهارشنبه ۱۱ دی ماه برای سپری کردن دوران محکومیت خود به زندان اوین منتقل شد. این حکم مدتی بعد توسط شعبه ۳۶ دادگاه تجدیدنظر تهران به ۲ سال حبس تعزیری کاهش یافت.

### تبعید به زندان قرچک
در تاریخ ۱۵ آذر ۱۳۹۹، سپیده فرهان از بند زنان زندان اوین، به زندان زنان قرچک تبعید شد.

## شکنجه
در زندان قرچک، شما با یک جامعه بحران‌زده طرف هستید. زندان پر است از آدم‌های زخم خورده و آزار دیده. آدم‌هایی که واقعاً زندگی‌شان تباه شده‌است …— سپیده فرهان در گفتگو با رادیو زمانه
سپیده فرهان در مصاحبه‌ای با رادیو زمانه گفت که در طول بازداشت، تحت شکنجه و فیزیکی و روانی قرار داشته و در بازجویی شرایطی مانند بازجویی همسر سعید امامی را تجربه کرده‌است. او همچنین گفته که بازجو به وی توهین جنسی می‌کرده‌است. سپیده فرهان در گفتگویی اعلام کرده‌بود: «در بازداشتگاه وزارت اطلاعات، در ۱۰ روز، هر روز ۹ قرص به من می‌دادند. بعداً وقتی تحقیق کردم متوجه شدم قرص ترک اعتیاد بوده و مخصوص کسانی است که اعتیاد شدید به مورفین دارند.» سپیده فرهان درمورد دوران بازداشتش در زندان زنان قرچک اعلام کرده‌بود که چندبار مورد ضرب و شتم قرار گرفته‌است. او همچنین وضعیت این زندان را ناگوار توصیف کرد که زندانیان در آنجا هویت انسانی خود را از دست می‌دهند.

## آزادی
در تاریخ ۱۴ تیر ۱۴۰۰، سپید فرهان به مرخصی وصل به آزادی اعزام و بدین‌ترتیب از زندان قرچک آزاد شد.

## درگذشت
در تاریخ ۱۹ خرداد ۱۴۰۲ اعلام شد که پیکر بی‌جان سپیده فرهان در منزل شخصی‌اش در کرج پیدا شده‌است. علت مرگ وی مشخص نیست. مرگ او مشکوک توصیف شد. نزدیکان او گزارش دادند که در هنگام پیدا شدن جسد سپیده فرهان از بینی و دهان او خون آمده بوده‌است. پیکر او در روز ۲۰ خرداد ۱۴۰۲ در بهشت سکینه کرج به خاک سپرده شد.